# NGC 604
NGC 604는 삼각형자리 은하 안에 있는 전리수소영역이다. 1784년 9월 11일 윌리엄 허셜이 발견했다. 국부 은하군에서 가장 큰 전리수소영역 중 하나이다. 그 크기는 약 1,500 광년(약 460 파섹)으로, 오리온 성운의 약 40배 정도이다. 광도는 오리온 성운보다 약 6,300배 이상 크고, 오리온 성운만큼 가까웠다면 금성보다 밝게 빛날 것이다. 여타의 발광 성운들처럼 이 성운도 중심의 질량이 큰 별들에 의해 가스가 이온화되어 있다. OB 항성 및 울프 레이에별들을 약 200 여개 품고 있으며, 나이는 약 350만 년 정도이다. 하지만 대마젤란 은하의 독거미 성운의 중심 성단(R136)과 비교하자면, NGC 604의 중심 성단은 훨씬 헐거우며 성단보다는 큰 성협에 가깝다.

## 같이 보기
- 타란툴라 성운